# Улица Бауман (Казањ)
Улица Бауман је главна променада у руском (татарском) граду Казањ.

## Положај
Улица се распростире од казањског Кремља (код крајне северне метро станице Кремлскаја) све до главног градског трга Токај.

## Исотрија
Улица је историјског значаја. Постојала је још у 15. веку и водила је до канове палате. За време Златне Хорде названа је Ногајева цеста (по татарском кану Ногају). Крајем 16. века названа је „Проломнаја“ и касније „Болшаја Проломнаја“, тај је назив дат по месту упада Ивана Грозног у Казањ 1552. након уништења зидина и упада у град. Касније је названа „улица Богојављенскаја“, по новосаграђеној цркви 1756.
Данашње име, улица Бауман, добила је 1930. године по руском револуционару Николају Бауману, који је рођен у Казању.

## Галерија
- За време Бољше проломнаје
- Данашњи изглед